# Feringasee
Der Feringasee befindet sich rund einen Kilometer östlich von Unterföhring auf dem Gemeindegebiet. Er besitzt eine Wasserfläche von 32 Hektar und ist bis zu sieben Meter tief. Rund um den See befinden sich 21 Hektar Liegewiesen. Die Gesamtfläche des Erholungsgebietes umfasst ca. 64 Hektar. Damit hat der Feringasee die größte Badewasserfläche direkt um München und ist insgesamt das zweitgrößte Erholungsgebiet nach der Langwieder Seenplatte.

## Historisches
In einer Urkunde aus dem Jahr 750 heißt es Quidquid ad Feringas pertinebat (lateinisch für was auch immer zu Feringas gehörte). Die Ortsnamen Oberföhring und Unterföhring gehen auf Feringa zurück. Der Name „Feringasee“ greift diese lateinische Ortsbezeichnung aus der Erstnennung in einer Urkunde Herzog Tassilos III. von 783 auf.

## Beschreibung
Der See entstand als Baggersee zwischen 1974 und 1976 durch Kiesentnahme für den Autobahnbau. Ungewöhnlich für einen Baggersee hat er im Nordwesten einen Ablauf mit Staubrettern, der allerdings abhängig vom aktuellen Grundwasserspiegel trockenfallen kann. Später wurde der See als Freizeitanlage mit Surfbereich, Volleyballfeldern, Biergarten, Sandstrand und Spielplätzen ausgebaut. Während des Sommers kommen täglich bis zu 30.000 Besucher.
Seit 1975 betreut die Wasserwacht Unterföhring den Feringasee. An Samstagen, Sonn- und Feiertagen zwischen dem 15. Mai und dem 15. September ist die Rettungsstation durch ehrenamtliche Rettungsschwimmer besetzt. Außerhalb dieser Zeiten ist die Rettungsstation nur sporadisch besetzt.
Das südliche Drittel des Sees ist die in der Badesaison vom 15. Mai bis 15. September mit einer Bojenkette abgetrennte Badezone, auf einer Halbinsel befindet sich ein offizielles FKK-Gelände, auf dem an manchen Wochenenden bis zu 6000 Nacktbader zu finden sind. Nördlich ist die Wassersportzone, ein Windsurfclub ist ansässig und Angeln wird betrieben, Baden ist dort nicht erlaubt. Rund um den See führt ein etwa zwei Kilometer langer Rad- und Fußweg.
Im Nordosten des Sees befindet sich ein ganzjährig bewirtschaftetes Lokal, in dem bayerische Spezialitäten angeboten werden.
Der Fischereiverein Fischwaid München hat den See gepachtet und bewirtschaftet das Gewässer.

## Sonstiges
Der See ist ein Projekt des Erholungsflächenvereins.
In den Sommern 2012 und 2013 war der See von Zerkarien-Larven befallen. Die Larven können Zerkariendermatitis verursachen.
Seit dem Frühjahr 2016 bietet die Wasserwacht Unterföhring auf ihrer Webseite die Möglichkeit, die aktuellen Wasser- und Lufttemperaturen einzusehen.
Nahe am Feringasee befinden sich eine ehemalige Soda-Brücke (seit 2018 Grünbrücke) über die A99 und der „zweite Feringasee“.